# Limnos, Limnes Chortarolimni Kai Alyki, Kolpos Moudrou Elos Diapori Kai Chersonisos Fakos, Nisos Sergitsi Kai Nisides Diavates Kompiokastria, Tigani, Karkalas, Prasonisi Kai Thalassia Periochi
Limnos, Limnes Chortarolimni Kai Alyki, Kolpos Moudrou Elos Diapori Kai Chersonisos Fakos, Nisos Sergitsi Kai Nisides Diavates Kompiokastria, Tigani, Karkalas, Prasonisi Kai Thalassia Periochi este o arie protejată (arie de protecție specială avifaunistică — SPA) din Grecia întinsă pe o suprafață de 42.757,71 ha, din care 71 % marine.

## Localizare
Centrul sitului Limnos, Limnes Chortarolimni Kai Alyki, Kolpos Moudrou Elos Diapori Kai Chersonisos Fakos, Nisos Sergitsi Kai Nisides Diavates Kompiokastria, Tigani, Karkalas, Prasonisi Kai Thalassia Periochi este situat la coordonatele 39°47′01″N 25°14′04″E / 39.783596°N 25.23452°E.

## Înființare
Situl Limnos, Limnes Chortarolimni Kai Alyki, Kolpos Moudrou Elos Diapori Kai Chersonisos Fakos, Nisos Sergitsi Kai Nisides Diavates Kompiokastria, Tigani, Karkalas, Prasonisi Kai Thalassia Periochi a fost declarat arie de protecție specială avifaunistică în februarie 1997 pentru a proteja 88 de specii de animale.

## Biodiversitate
Situată în ecoregiunile marină mediteraneană și mediteraneană, aria protejată nu include niciun habitat protejat.
La baza desemnării sitului se află mai multe specii protejate de  păsări (88): uliu cu picioare scurte (Accipiter brevipes), fluierar de munte (Actitis hypoleucos), ciocârlie-de-câmp (Alauda arvensis), pescăruș albastru (Alcedo atthis), rață sulițar (Anas acuta), rață pitică (Anas crecca), rață mare (Anas platyrhynchos), Anser albifrons albifrons, fâsă-de-câmp (Anthus campestris), lăstunul mare (Apus apus), stârc cenușiu (Ardea cinerea), rață-cu-cap-castaniu (Aythya ferina), rața moțată (Aythya fuligula), gâsca cu piept roșu (Branta ruficollis), pasărea ogorului (Burhinus oedicnemus), șorecarul comun (Buteo buteo), ciocârlie-cu-degete-scurte (Calandrella brachydactyla), Calidris alba, fugaci de țărm (Calidris alpina), fugaci roșcat (Calidris ferruginea), fugaci mic (Calidris minuta), bătăuș (Calidris pugnax), fugaci pitic (Calidris temminckii), caprimulg (Caprimulgus europaeus), prundăraș de sărătură (Charadrius alexandrinus), chirighiță-cu-aripi-albe (Chlidonias leucopterus), șerpar (Circaetus gallicus), erete vânăt (Circus cyaneus), erete alb (Circus macrourus), prepeliță (Coturnix coturnix), lebădă de iarnă (Cygnus cygnus), lebădă de vară (Cygnus olor), lăstun de casă (Delichon urbicum), egretă mică (Egretta garzetta), Emberiza caesia, șoim de iarnă (Falco columbarius), Falco eleonorae, șoim călător (Falco peregrinus), vânturel de seară (Falco vespertinus), muscar-gulerat (Ficedula albicollis), muscar (Ficedula parva), lișiță (Fulica atra), becațină comună (Gallinago gallinago), cufundar polar (Gavia arctica), piciorong (Himantopus himantopus), rândunică (Hirundo rustica), Hydrocoloeus minutus, stârc pitic (Ixobrychus minutus), capîntortură (Jynx torquilla), sfrâncioc roșiatic (Lanius collurio), sfrânciocul cu frunte neagră (Lanius minor), Lanius nubicus, pescăruș sur (Larus canus), pescăruș râzător (Larus ridibundus), sitar de mâl (Limosa limosa), ciocârlie de pădure (Lullula arborea), rață fluierătoare (Mareca penelope), Mergellus albellus, Mergus serrator, prigoare (Merops apiaster), cormoran mic (Microcarbo pygmaeus), codobatura galbenă (Motacilla flava), Numenius arquata arquata, stârc de noapte (Nycticorax nycticorax), grangur (Oriolus oriolus), vrabie negricioasă (Passer hispaniolensis), viespar (Pernis apivorus), Phalacrocorax aristotelis desmarestii, Phalacrocorax carbo sinensis, flamingo roz (Phoenicopterus roseus), ploier auriu (Pluvialis apricaria), ploier argintiu (Pluvialis squatarola), corcodel mare (Podiceps cristatus), corcodel-cu-gât-negru (Podiceps nigricollis), cresteț pestriț (Porzana porzana), lăstun de mal (Riparia riparia), Spatula clypeata, chiră de baltă (Sterna hirundo), chiră mică (Sternula albifrons), turturică (Streptopelia turtur), Tachymarptis melba, fluierar negru (Tringa erythropus), fluierar de mlaștină (Tringa glareola), fluierar cu picioare verzi (Tringa nebularia), fluierarul de zăvoi (Tringa ochropus), fluierar de lac (Tringa stagnatilis), fluierarul cu picioare roșii (Tringa totanus), Zapornia parva
Pe lângă speciile protejate, pe teritoriul sitului au mai fost identificate 9 specii de păsări, 1 specie de mamifere.